# Grant Turner
Grant Turner (Nueva Zelanda; 7 de octubre de 1958-Tauranga; 28 de febrero de 2023) fue un futbolista neozelandés que jugaba como delantero. 
Durante su carrera consiguió conquistar la Liga Nacional de Nueva Zelanda 1984 con el Gisborne City; mientras que con la selección neozelandesa disputó 42 encuentros y marcó 14 goles entre 1980 y 1988, teniendo como máximo hito disputar la Copa Mundial de 1982.

## Carrera
Debutó en el Stop Out en 1976, año en el que el club casi desciende de la Liga Nacional. Pero en 1977 logró el subcampeonato, quedando a solo un punto del campeón, el North Shore United. Dejaría el elenco el año siguiente para firmar con el Gisborne City en 1980. Luego de un corto paso por el South Melbourne Hellas en 1982, obtuvo el título de liga en 1984. En 1985 jugó para el Petone y en 1986 para el Miramar Rangers hasta arribar, en 1987, al Wellington United. Jugaría en el club wellingtoniano hasta el final de su carrera, en 1993.

### Clubes
| Club                   | País          | Año         |
| ---------------------- | ------------- | ----------- |
| Stop Out               | Nueva Zelanda | 1976 - 1979 |
| Gisborne City          | Nueva Zelanda | 1980 - 1982 |
| South Melbourne Hellas | Australia     | 1982        |
| Gisborne City          | Nueva Zelanda | 1983 - 1984 |
| Petone                 | Nueva Zelanda | 1985        |
| Miramar Rangers        | Nueva Zelanda | 1986        |
| Wellington United      | Nueva Zelanda | 1987 - 1993 |

### Selección nacional
Jugó 42 encuentros y marcó 15 goles en representación de Nueva Zelanda entre 1980 y 1988. Con los Kiwis disputó la Copa Mundial de 1982, en la que los neozelandeses cayeron en sus tres presentaciones ante Escocia, la Unión Soviética y Brasil.